# Іван Драго
Іван Драго (рос. Иван Васильевич Драго) — радянсько-російський вигаданий персонаж із циклу фільмів «Роккі». Вперше з'являється у фільмі 1985 року «Роккі 4», у якому він є головним антагоністом і суперником Роккі Бальбоа. Також з'являється у фільмі 2018 року Creed II, в якому він виступає тренером свого сина Віктора. Зіграв шведський актор і справжній майстер бойових мистецтв Дольф Лундгрен. Опитування колишніх чемпіонів у важкій вазі та видатних боксерських письменників визначило Драго як третє місце з найкращого бійця в серії фільмів про Роккі.

## Біографія персонажа
Іван Драго - золотий медаліст Літніх Олімпійських ігор 1980 року та чемпіон СРСР з боксу. Володіє ударом вагою 900-1000 кг (1850-2150 фунтів), тоді як удар середнього боксера-важковаговика 350 кг. Драго - капітан радянської армії і, як видно з орденів на його грудях, також є Героєм Радянського Союзу. Драго щодня тренується, щоб бути неперевершеним бійцем. Його середній ритм та сила удару постійно вимірюються за допомогою комп'ютера . Імовірно, Драго отримує внутрішньом'язові ін'єкції у фільмі (анаболічні стероїди), хоча фактична природа ін'єктованого розчину ніколи не вказується у явному вигляді.
Його дружина - Людмила Драго, є олімпійською чемпіонкою з плавання. Знаючи англійську, вона часто виступає від імені чоловіка на прес-конференціях. Вона відкидає звинувачення у використанні її чоловіком стероїдів і, пояснюючи його дивовижну силу, каже: Він, як ваш Попай. Він їсть шпинат щодня! У фільмі «Крид 2» показано, що Драго та Людмила розлучилися в результаті його програшу проти Бальбоа і тепер є батьками сина на ім'я Віктор, який також є професійним боксером.
Роккі 4
Іван Драго прибуває до США і відразу отримує виклик від колишнього чемпіона у важкій вазі Аполло Кріда. На прес-конференції Бальбоа і Крід жартують над Драго (наприклад, коли у Роккі запитують, чи Крід зможе перемогти Драго, він відповідає: «Думаю, йому спочатку знадобляться сходи»). Але тренер Драго стверджує, що Драго переможе Крида з легкістю. Аполло, не повіривши своїм вухам, кидається у бійку, але їх рознімають. Після цього Драго демонструє свої якості – свій удар силою 1000 кг, свою швидкість та витривалість. Перед боєм Крід влаштовує шоу ще більше, ніж при зустрічі з Роккі, проте Драго виявляє повну байдужість до цього. Після цього Крід каже: «До школи йди. Тобі за парту час!». Потім він ударяє по кулаках Драго зверху, але начебто об кам'яну стіну. Драго каже: You will lose! (Ти програєш!)". На початку поєдинку Аполло маневрує і завдає удару за ударом у голову Драго. Радянський боксер раптово пробиває потужний удар у голову Аполло і перехоплює ініціативу, немилосердно побиваючи опонента. Після першого раунду Крід ледве стоїть на ногах. Роккі пропонує Аполло зупинити бій, але Крід відмовляється. У другому раунді Драго буквально розмолочує Аполло, який, впавши на підлогу, помирає на руках Роккі. Драго перемагає технічним нокаутом. Роккі викликає Драго на бій, радянська сторона пропонує провести зустріч у Москві. Комітет із боксу відмовляється реєструвати цей бій (якщо Роккі програє, він залишиться чемпіоном світу). Роккі приїжджає на відокремлений хутір у радянській сільській глибинці та тренується за допомогою підручних засобів, тоді як Драго використовує новітню техніку. Перед боєм Драго каже Роккі: I must break you! (Я тебе зламаю!)», І сильно б'є по руках Бальбо зверху. Перший раунд Драго провів чудово. Він побив Роккі і майже не втомився. Однак у другому раунді Роккі огризнувся, завдав сильного удару Драго і зробив йому розтин. Інші раунди Драго також домінував і кілька разів відправив Бальбоа в нокдаун. У результаті Драго міг з легкістю перемогти по очках, але наприкінці бою Роккі завдає удару, який нокаутував Драго.
Роккі 5
Іван Драго показаний на початку фільму у флешбеку. Після бою з ним Роккі сидить у роздягальні та каже, що Драго зламав частинку його. На прес-конференції після бою претендент на титул Роккі Юніон Кейн каже йому: «Я поб'ю тебе сильніше, ніж російська».
Роккі: The Ultimate Guide
Згідно з книгою "Rocky: The Ultimate Guide", Драго не дозволили відновити його боксерську кар'єру після його програшу Роккі Бальбоа через особливі обставини, через які він не міг офіційно стати професіоналом в СРСР. Драго став професіоналом після розпаду Радянського Союзу та набрав рекорд 31-0 (31 KO), а також виграв частину великовагового титулу. При цьому він ніколи не боровся за звання чемпіона та не боровся з найголовнішими претендентами (як професіонал) через політику просування.
Після програшу проти Роккі Драго був забутий в СРСР, а Людмила розлучилася з ним, залишивши йому на виховання їхнього сина Віктора. Після закінчення холодної війни Драго був змушений переїхати в Україну, де жив скромним життям, невпинно навчаючи Віктора бути ще більш грізним боксером, ніж він був.
Крід II
У «Крид II» після того, як Віктор вибиває всіх супротивників, з якими він стикається в Україні, і Адоніс Крід виграє чемпіонат світу в суперважкій вазі, Іван та Віктор Драго разом із Бадді Марселем їдуть до Філадельфії, щоб кинути виклик Адонісу за титул. Драго відвідує Роккі в його ресторані «Адріана», щоб розповісти йому, що їхній бій коштував йому всього, а програш зламав йому життя. Він погрожує помститися за свій колишній програш, сказавши: "Мій син зламає твого пацана".
Після того, як Адоніс приймає бій, а Роккі відмовляється його тренувати, Драго посилює тренувальний режим Віктора, додаючи зважені підборіддя та віджимання на бойовій мотузці. Під час зважування Драго знущається з Адоніса, кажучи йому, що він набагато менший, ніж Аполло. Розлючений Адоніс штовхає Драго, і між двома таборами спалахує сутичка.
Під час бою на рингу Віктор б'є Адоніса, ламаючи його ребра та по-звірячому травмуючи його нирки. Проте перемогу Віктору не зарахували і дискваліфікували за те, що він завдав удару Адонісу, коли він уже лежав на підлозі. Однак це не завадило Віктору показати всьому світу те, наскільки він сильний і тим самим частково відновити довіру до Драго від Росії. Після бою Іван Драго влаштував обідню нараду, куди прийшла і сама Людмила, внаслідок чого Віктор з огидою вибігає. Він лає свого батька за те, що він шукає визнання у тих самих людей, які відвернулися від нього, коли він потребував їх. Іван пояснив, що вони не могли інакше, бо тоді він програв цей бій проти Бальбоа.
Все ще не маючи справжнього поясу чемпіона, родина Драго знову кидають виклик Адонісу, і бій має відбутися у Росії. Іван доводить Віктора до краю у підготовці до бою. Проте Адоніс теж натренував своє тіло, щоб багаторазово поглинати важкі удари, і використовує нестачу Віктора в техніці та впевненість у силових ударах на свою користь. Реванш відбувся у Москві. Віктор входить до десятого раунду з невеликим відривом, але починає видихатися, бо він ніколи не проходив далі за четвертий раунд у попередніх боях, не вибиваючи свого суперника. Адоніс двічі збиває Віктора з ніг, і багато прихильників Віктора, включаючи Людмилу, залишають бій. Помітивши це, Іван повною мірою усвідомлює правоту Віктора, а також те, що здоров'я і життя сина для нього важливіше за будь-які перемоги. В результаті Драго рятує Віктора, викинувши на ринг білий рушник, зупиняючи бій і дозволяючи Адонісу вийти переможцем. Незважаючи на те, що Віктор програв бій і злий на себе, батько після бою обіймає свого сина та каже, що пишається ним. Забувши свої минулі образи та амбіції, Іван продовжує навчати його, але вже не як тренер, а як батько.
Вирізаний бій з Роккі
Спочатку для фільму «Крид II» планувалася сцена бійки між Роккі та Іваном Драго у лікарні.
Після того, як Адоніс був страшенно побитий сином Драго. Провідавши Адоніса в лікарні Роккі збирався йти, але в цей момент Драго і промоутер з'являються в лікарні зі знімальною групою. Вони планували піднятися нагору, до побитого бійця, але Роккі зупиняє їх і не підпускає, у результаті між Рокки та Іваном зав'язується другий бій. Ця сцена все ж таки була знята, але в сам фільм у прокаті вона так і не увійшла.

## Особистість
На відміну від яскравого Аполло Кріда та зухвалого Джеймса «Клабера» Ленга, опонентів Роккі в попередніх фільмах, Іван Драго тихий і не хвастливий. Керований своїм бажанням бути найкращим за будь-яку ціну, Драго зосереджується на цій цілеспрямованості, якою він досягає своєї мети, і це позбавляє його людяності. Багато глядачів і критиків припускають, що Драго мав на меті символізувати сприйняття Сполученими Штатами Радянського Союзу: величезний, могутній і беземоційний. Це стає очевидним завдяки його холоднокровному подрібненню Кріда під час показового поєдинку, а також завдяки його черствій реакції на звістку про смерть опонента. Драго зазвичай дозволяє своїй дружині та тренерам говорити від свого імені з пресою. В оригінальному фільмі персонаж говорить лише короткими словами. Для Крид 2 Сталлоне додав більше рядків для персонажа, ніж в оригінальному фільмі.

## Сприйняття
Коментарі до Драго часто характеризують його як гіперболічний образ радянської влади в контексті останньої частини холодної війни. Цей символізм особливо чітко простежується в деяких рядках у фільмі, зокрема в дикторі радіо, який каже: «Іван Драго — людина, у кутку якої є ціла країна».
Інші характеризують Драго на відміну від Роккі, прототипового героя США., і що поразка Драго є крахом радянського режиму.
Деякі, однак, помітили індивідуалізм Драго. Наприкінці четвертого фільму, коли Драго стикається з функціонером комуністичної партії, боєць з колективістського СРСР кричить на всю грудь: «Я борюся за перемогу ДЛЯ МЕНЕ!! ДЛЯ МЕНЕ!!!» Драго хоче перемогти, але не для натовпу, не для своєї нації, не для комуністичної партії, не для Політбюро. Він хоче перемогти для себе.
У 2004 році The Washington Times згадала Івана в порівнянні радянсько-американських. Олімпійське суперництво часів холодної війни: «Націоналізм робить Олімпійські ігри вартими перегляду. Джингоїзм робить їх гідними турботи». Патрік Грубі з The Times зазначив, що без такого втілення суперництва, як Іван Драго, Олімпіада не була такою веселою.
Російський посол доброї волі Катя Личева заперечила проти персонажа Івана Драго, кажучи, що у фільмі він використовує його для зневаги росіян.